# عبري (مدينة)

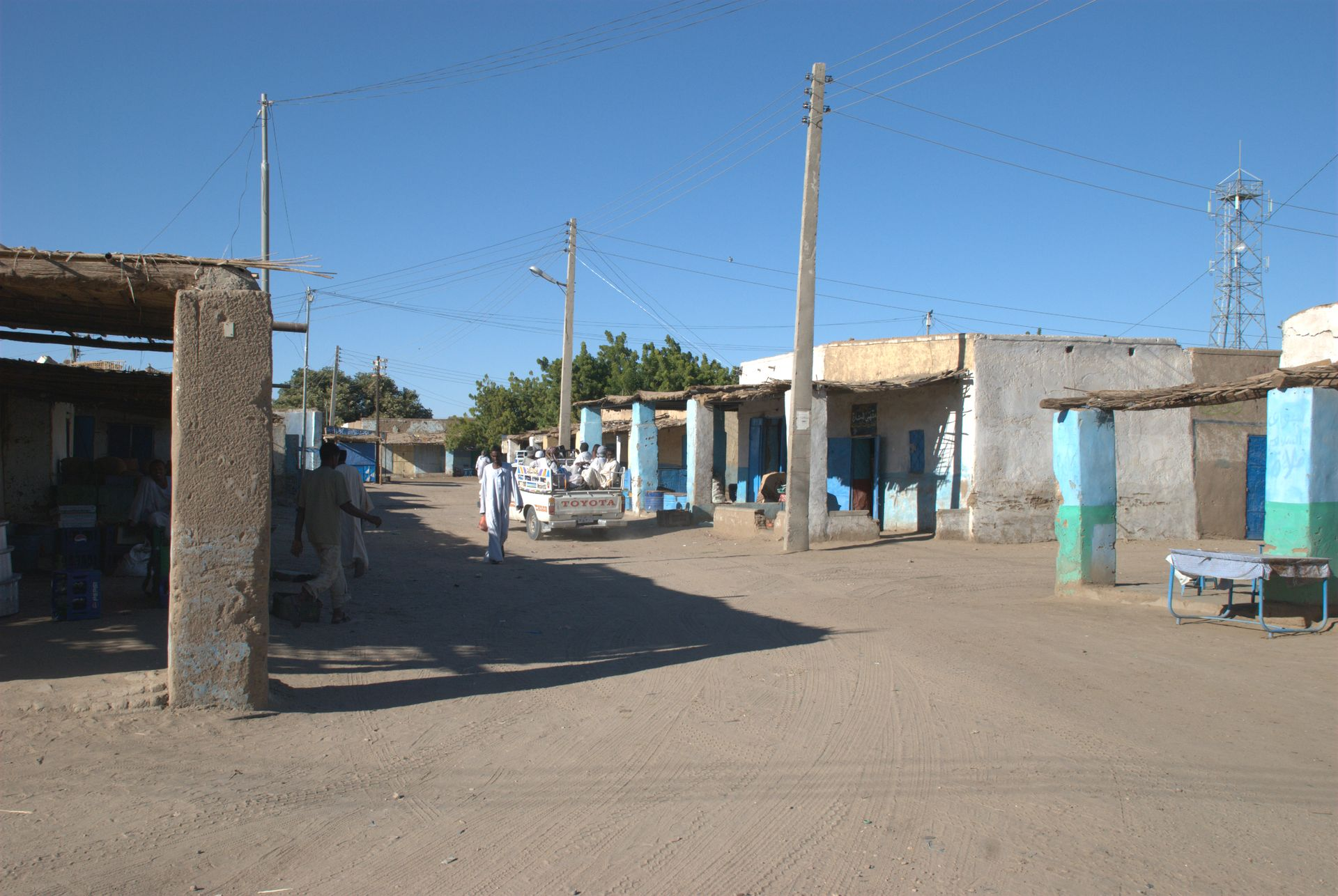
أحد مداخل مدينة عبري

مدينة عبري مدينة صغيرة في الولاية الشمالية من السودان وهي حاضرة منطقة السكوت في بلاد النوبة الحديثة وإحدى أهم مدنها.

## الموقع
تقع المدينة بين خطي طول 20 و21 شمالاً ودائرة عرض 30 شرقاً بحكم وقوعها طولياً على النيل، وهي إحدى أعرق المدن النوبية وعاصمة منطقة السكوت. تحفها من الشمال قرية عمارة ومن الجنوب قرية تبج ومن الغرب النيل ومن الشرق الصحراء النوبية، وتقع قربها جزيرة صاي والذي يعد مسقط رأس الشاعر والملحن السوداني الكبير خليل فرح. وقد أقيم فيها مشفى لمعالجة 40,000 مريض في السنة 

## سوق مدينة عبري
تتعتبر عبري مدينة صغيرة بالمقارنة بغيرها من مدن المنطقة النوبية، إذ أن محيطها يبلغ حوالي 11 كلم فقط، ويجتمع هؤلاء السكان كل يوم ما عدا الجمعة في سوق المدينة الذي يأمه أيضاً سكان منطقة السكوت كل سبت و إثنين و خميس، وينقسم السوق إلى الآتي:

### سوق الملابس
وهو يقع في مدخل السوق الغربي، وفيه ما يقارب من الخمسة عشر محلاً.

### سوق التموينات والكماليات
فيه ما يقارب الثلاثين محلاً، ويقع شرق و جنوب سوق الملابس.

### سوق الخضر
وهو غرب السوق عند ضفة النيل وفيه ما يقارب العشرين مظلة، معظمها لتجار حلفاويين. ويقع قربه نحو الجنوب سوق للبيع الشجيرات و الحبوب المحسنة، وشتلات أشجار المانجو و الليمون وأشجار الحمضيات الأخرى وغيرها من الأشجار.

### سوق الخياطين
وفيه ما يقارب من العشرة محلات، ويقع في مدخل السوق الشمالي.

### صالة عبري وعمارة
وهي صالة كبيرة تقع فيها الكثير من المحال المتفاوتة الغرض والحجم أيضاً وبقربها يقع مقر وزارة التربية والتعليم بالمدينة ومقر فرع جامعة دنقلا بعبري.

### منطقة الحافلات والباصات
ويقع في مدخل السوق الجنوبي، حيث ينطلق منه التكاسي و الحافلات من مختلف الأحجام إلى مدن دنقلا و وادي حلفا و الخرطوم وغيرها من المدن الأخرى.

## اللغات
يتحدث السكان اللغة النوبية بالإضافة إلى العربية خاصة في الأسواق، إلا أن اللغة السائدة هي اللغة النوبية. ينطبق هذا على جميع القرى التابعة للمدينة.

## معالم السطح
- الغرب : النيل وفيه مجموعة من الجزر أهمها وأكبرها جزيرة صاي، ومن أهمها أيضاً جزيرة أرنتي.
- الشرق : صحراء العتمور (الصحراء النوبية) هي المعلم التضاريسي الأكبر شرقي النيل و غربيه في بلاد النوبة وهو امتداد للصحراء الكبرى، وبه العديد من الجبال التي أكبرها وأشهرها جبل عبري (700م) والكثير من الجبال الأخرى و الهضاب و الكثبان الرملية و الوديان الكثيرة.
- الجنوب والشمال : عبارة عن هضبة ترتفع عن النيل 10 أمتار تنتشر فيها القرى على امتداد النيل شمالاً و جنوباً، ويزرع السكان على جوانب النيل وكذلك في الريف وضواحي المدينة.

## الآثار
الآثار في القرى المجاورة كثيرة منها في قرية كوشة:
- الهرم الإنجليزي، وهو بارتفاع خمسة أمتار، ويقع فوق هضبة قرب وادي جندقر.
- السوق القديم، وقد كان السوق الرئيسي في منطقة السكوت قبل سوق مدينة عبري ويقال أن هذا السوق هدم وبني ست مرات ويقول البعض أن يجب أن يبنى ويهدم مرة سابعة، لربما تكون أسطورة فحسب، والله أعلم.

وهناك أيضا قرية فركة:
- جبل مَيْمَي، ويرجح بعض المؤرخون وجود بعض الآثار الباقية من سيوف وجماجم بعد حرب ضارية قامت بين قوات الإنجليز وجيوش المهدية وقيل أن الإنجليز احتموا بالجبل المرتفع عن سطح البحر بـ900م وهو بذلك أكبر جبل في منطقة السكوت يليه جبل عبري بـ 700م ثم جبل صاي بـ600م.

## وصلات خارجية
- المصريون - النوبة بين صراع الجهلاء والحقيقة الثابتة عبر الجزء الثالث